# Франц Залбах
Франц Фриц Алберт Залбах (на немски: Franz Fritz Albert Salbach) е германски инженер, проектирал водната кула в квартал „Лозенец“, София.

## Биография
Роден е на 9 февруари 1866 г. в Дрезден в семейството на Бернард Залбах, изтъкнат хидроинженер и член на кралския строителен съвет в Дрезден през втората половина на XIX век и Каролине Луизе Залбах. Франц Залбах се дипломира също като хидроинженер и поема по стъпките на баща си, като създава собствена строително-проектантска фирма Technisches Büro für Wasserleitungs-und Kanalisationsbau Franz Salbach, находяща се на ул. „Уландщрасе“ 2 в Дрезден. Преди да се заеме с изграждането на водната кула в квартал „Лозенец“, Франц Залбах вече е натрупал значителен опит в изграждането на подобни обекти в Европа. Запазена и отлично реставрирана е изградената по негов проект водна кула в град Лешно, Полша от периода 1898 – 1900 г., която днес е превърната в музей на водното дело.
Франц Залбах умира в Дрезден на 22 юни 1942 г. и е погребан в семейна гробница в гробището Йоханисфриедхоф в Дрезден.